# برين ستوك
برين ستوك (بالإنجليزية: Brian Stock)‏ (24 ديسمبر 1981 بونشستر في المملكة المتحدة - ) هو لاعب كرة قدم بريطاني في مركز الوسط. شارك مع منتخب ويلز تحت 21 سنة لكرة القدم ومنتخب ويلز لكرة القدم. أما مع النوادي، فقد لعب مع بريستون نورث إيند ونادي بورنموث ونادي بيرنلي ونادي دونكاستر روفرز وهافانت أند ووترلوفيل.

## مسيرته الكروية
لعب برين ستوك خلال مسيرته الاحترافية مع 5 أندية في اثنين وعشرين موسمًا وسجل خلالها 36 هدفًا ضمن 527 مباراة. ولم يفز بأي موسم بالكأس أو بالدوري.
خاض برين ستوك مسيرته مع نادي بورنموث في موسم 1999–00 ليلعب معه سبعة مواسم، مشاركًا في 145 مباراة سجل خلالها 16 هدفًا. ثم انتقل إلى نادي بريستون نورث إيند في موسم 2005–06 ولمدة موسمين، حيث شارك في 8 مباريات سجل خلالها هدفًا واحدًا. لينتقل بعدها إلى نادي دونكاستر روفرز في موسم 2006–07 ليلعب معه ستة مواسم، مشاركًا في 190 مباراة سجل خلالها 17 هدفًا. ثم انتقل إلى نادي بيرنلي في موسم 2012–13 ولمدة موسمين، مشاركًا في 34 مباراة ولم يسجل أي هدف. هذا وانتقل لاحقًا إلى هافانت أند ووترلوفيل في موسم 2014–15 ليلعب معه خمسة مواسم، مشاركًا في 150 مباراة سجل خلالها هدفين.

## وصلات خارجية
- برين ستوك على موقع قاعدة بيانات كرة القدم.إي يو (الإنجليزية)
- برين ستوك على موقع ناشيونال فوتبول تيمز (الإنجليزية)
- برين ستوك على موقع Soccerbase.com (لاعب) (الإنجليزية)
- برين ستوك على موقع Soccerway.com (الإنجليزية)
- برين ستوك على موقع عالم كرة القدم.نت (الإنجليزية)